# Desenzano del Garda
Desenzano del Garda este o comună în Provincia Brescia, Italia. În 2011 avea o populație de 26,896 de locuitori.

## Personalități
- Angela de Merici (cca. 1470 - 1540), călugăriță, canonizată în 1807;
- Mr. Rain (n. 1991), rapper.

## Demografie
Desenzano del Garda - evoluția demografică

|  | Graficele sunt indisponibile din cauza unor probleme tehnice. Mai multe informații se găsesc la Phabricator și la wiki-ul MediaWiki. |

Date: Recensăminte sau birourile de statistică - grafică realizată de Wikipedia